# Le Pin (Calvados)
Le Pin és un municipi francès situat al departament de Calvados i a la regió de Normandia. L'any 2007 tenia 698 habitants.

## Demografia

### Població
El 2007 la població de fet de Le Pin era de 698 persones. Hi havia 251 famílies de les quals 42 eren unipersonals (19 homes vivint sols i 23 dones vivint soles), 80 parelles sense fills, 114 parelles amb fills i 15 famílies monoparentals amb fills.
La població ha evolucionat segons el següent gràfic:
Habitants censats

### Habitatges
El 2007 hi havia 342 habitatges, 253 eren l'habitatge principal de la família, 76 eren segones residències i 13 estaven desocupats. 336 eren cases i 3 eren apartaments. Dels 253 habitatges principals, 219 estaven ocupats pels seus propietaris, 30 estaven llogats i ocupats pels llogaters i 4 estaven cedits a títol gratuït; 1 tenia una cambra, 9 en tenien dues, 28 en tenien tres, 75 en tenien quatre i 141 en tenien cinc o més. 229 habitatges disposaven pel capbaix d'una plaça de pàrquing. A 90 habitatges hi havia un automòbil i a 153 n'hi havia dos o més.

### Piràmide de població
La piràmide de població per edats i sexe el 2009 era:
| Homes | Edats   | Dones |
| ----- | ------- | ----- |
| 0     | 95 o +  | 0     |
| 0     | 90 a 94 | 0     |
| 0     | 85 a 89 | 0     |
| 0     | 80 a 84 | 0     |
| 4     | 75 a 79 | 4     |
| 16    | 70 a 74 | 20    |
| 4     | 65 a 69 | 12    |
| 8     | 60 a 64 | 12    |
| 4     | 55 a 59 | 8     |
| 12    | 50 a 54 | 4     |
| 32    | 45 a 49 | 32    |
| 20    | 40 a 44 | 16    |
| 8     | 35 a 39 | 12    |
| 32    | 30 a 34 | 28    |
| 4     | 25 a 29 | 12    |
| 12    | 20 a 24 | 12    |
| 28    | 15 a 19 | 32    |
| 28    | 10 a 14 | 20    |
| 0     | 5 a 9   | 8     |
| 16    | 0 a 4   | 8     |

## Economia
El 2007 la població en edat de treballar era de 449 persones, 352 eren actives i 97 eren inactives. De les 352 persones actives 327 estaven ocupades (176 homes i 151 dones) i 25 estaven aturades (4 homes i 21 dones). De les 97 persones inactives 31 estaven jubilades, 37 estaven estudiant i 29 estaven classificades com a «altres inactius».

### Ingressos
El 2009 a Le Pin hi havia 266 unitats fiscals que integraven 754 persones, la mediana anual d'ingressos fiscals per persona era de 16.941 €.

### Activitats econòmiques
Dels 40 establiments que hi havia el 2007, 1 era d'una empresa de fabricació d'altres productes industrials, 12 d'empreses de construcció, 4 d'empreses de comerç i reparació d'automòbils, 2 d'empreses de transport, 2 d'empreses d'hostatgeria i restauració, 1 d'una empresa d'informació i comunicació, 2 d'empreses immobiliàries, 8 d'empreses de serveis, 7 d'entitats de l'administració pública i 1 d'una empresa classificada com a «altres activitats de serveis».
Dels 10 establiments de servei als particulars que hi havia el 2009, 1 era un taller de reparació d'automòbils i de material agrícola, 2 paletes, 2 guixaires pintors, 3 lampisteries, 1 electricista i 1 agència immobiliària.
L'únic establiment comercial que hi havia el 2009 era una peixateria.
L'any 2000 a Le Pin hi havia 23 explotacions agrícoles que ocupaven un total de 616 hectàrees.

## Equipaments sanitaris i escolars
El 2009 hi havia una escola elemental.

## Poblacions més properes
El següent diagrama mostra les poblacions més properes.